# Willi-Bredel-Gesellschaft
Die Willi-Bredel-Gesellschaft Geschichtswerkstatt ist eine Organisation zur Hamburger Regionalgeschichte, die im Jahr 1988 als Verein gegründet wurde. Anlass war die Einrichtung der Gedenkstätte KZ Fuhlsbüttel. Der aus Hamburg stammende, namensgebende Schriftsteller Willi Bredel war von 1933 bis 1934 für 13 Monate im KZ Fuhlsbüttel inhaftiert.

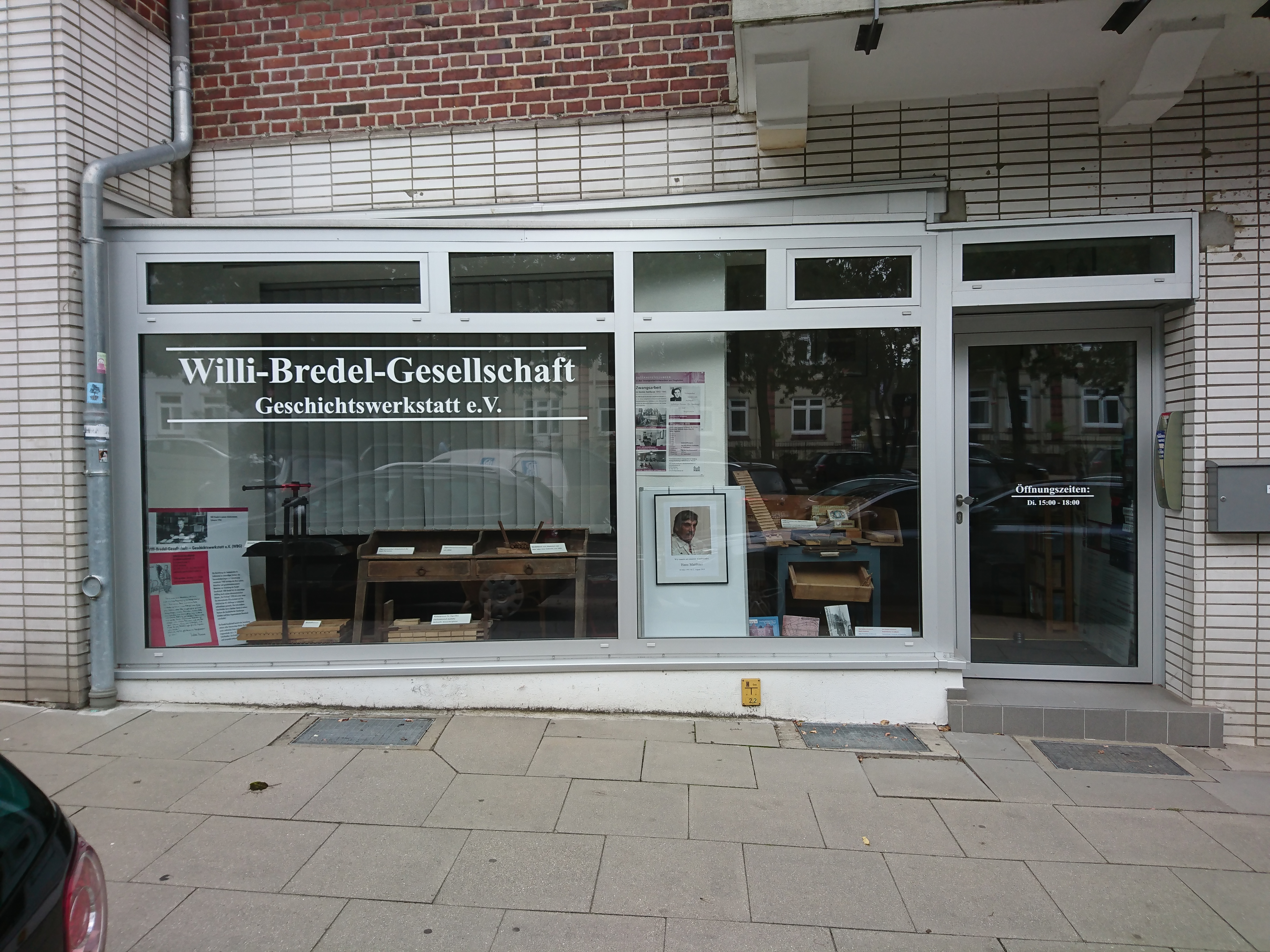
Willi-Bredel-Gesellschaft Geschichtswerkstatt e. V., 2019

## Vereinszweck
Die Willi-Bredel-Gesellschaft unterstützt Naziopfer, Historiker und geschichtsinteressierte Personen mit Hilfe von Zeitzeugen, Experten und Laienforschern sowie durch Erinnerungsberichte, Lesungen, Diskussionen, Filmvorführungen, Rundgänge und Exkursionen bei der Entwicklung eines kritischen Geschichtsbewusstseins.

## Aktivitäten des Vereins
Die Willi-Bredel-Gesellschaft hat ein Archiv und eine Bibliothek mit über 4.000 Bänden aufgebaut, die öffentlich zugänglich sind. Sie richtet Veranstaltungen aus und unterstützt Publikationen, die sich auf die Geschichte der Hamburger Arbeiterbewegung, den antifaschistischen Widerstand und die Stadtteilgeschichte von Fuhlsbüttel, Ohlsdorf, Langenhorn und Alsterdorf beziehen und veröffentlicht eigene Rundbriefe und Publikationen zu diesen Themen und Willi Bredel.
Im Rahmen lokaler Erinnerungsprojekte initiierte und initiiert der Verein gemeinsam mit Partnern (Kirche, Schulen, Einzelpersonen) immer wieder die Verlegung von Stolpersteinen zur Erinnerung an Opfer des Faschismus und die Umbenennung von Verkehrsflächen in Hamburg Nord. Eine basisdemokratische Form der Umbenennungsbegehren gelang dem Verein im Jahr 1999, als für die Umbenennung des Peter-Mühlens-Wegs in Hamburg-Langenhorn Unterschriften aus mehr als 50 % der Anwohnerhaushalte gesammelt und der Bezirksversammlung Nord vorgelegt wurden (1999 umbenannt in Agnes-Gierck-Weg). 2013 führte, nachdem die Partei Bündnis 90/Die Grünen die Umbenennung der Hindenburgstraße in Hamburg angeregt hatte, der Verein mehrere Veranstaltungen durch, um dieses in den Medien heftig diskutierte Anliegen voranzubringen (Teilumbenennung 2013 in Otto-Wels-Straße). Aktuell (2019 / 2020) liegen den lokalen Ausschüssen die Anträge des Vereins auf Umbenennung von drei nach NS-Medizinern benannte Straßen in Langenhorn und 2 nach Kolonialprofiteuren benannte Straßen in Ohlsdorf vor, die derzeit vom Senat geprüft werden. Da in Hamburg noch zahlreiche Straßen ihre Namen nach belasteten Personen der Zeitgeschichte tragen (z. B. Woderichweg in Fuhlsbüttel und Dannmeyerstraße in Groß Borstel), ist ein Ende der Umbenennungsanträge nicht absehbar. Die Senatskommission für die Benennung von Verkehrsflächen hat mittlerweile beschlossen, den übrigen Teil der Hindenburgstraße in Traute-Lafrenz-Straße umzubenennen. Der Verein unterstützte im zuletzt genannten Fall die Initiative einer studentischen Gruppierung der Universität Hamburg.
Auf Anregung des damaligen kommissarischen Ortsamtleiters (2006–2007) Karl-Heinz Dittmann (1948–2013) des Ortsamtes Fuhlsbüttel, entwarf René Senenko von der Willi-Bredel-Gesellschaft eine Gedenkstele, die an die Zwangsarbeiter der Hanseatischen Kettenwerke erinnert. Auf der Initiative der Willi-Bredel-Gesellschaft und des Bezirksamt Hamburg-Nord wurde im Businesspark Essener Straße in Hamburg-Langenhorn am Essener Bogen eine Gedenkstätte mit der Gedenkstele errichtet. Die Texte stammen von dem Journalisten und Wirtschaftshistoriker Karl Heinrich Biehl (†). Sie wurde finanziert von der IVG Immobilien und am 21. Februar 2008 eingeweiht. Da die Stele 2018 zerkratzt und beschmiert war und zwei der drei Ringschrauben, die jeweils an einer Seite zur Befestigung für Blumen angebracht waren, fehlten, startete die Willi-Bredel-Gesellschaft am 1. September 2018 einen Spendenaufruf und ließ die Stele ab April 2019 sanieren. Am 14. Juni wurde sie neu enthüllt. Um sie vor Vandalismus zu schützen, wurde Juni 2020 wurde die Stele auf einer Grünfläche neben dem Gebäude Langenhorner Chaussee 625 umgesetzt und am 9. Juni 2020 feierlich enthüllt und übergeben.
Der Verein hat sich im Rahmen des von ihm initiierten „Bündnisses für ein Hamburger Deserteurdenkmal“ für die Errichtung des Deserteurdenkmals in der Hansestadt eingesetzt.
Ziel war es, dem Kriegsklotz am Dammtor ein weiteres Gegendenkmal entgegenzustellen. Hierzu gab es Aktionen und ein reges Presseecho.
Im November 2015 wurde das von Volker Lang entworfene Deserteurdankmal am Dammtor der Öffentlichkeit übergeben.
Weiterhin richtet der Verein seit 1992 im November die Fuhlsbüttler Filmtage aus, die jedes Jahr einen anderen, politisch eher links verorteten, Themenschwerpunkt haben. Das 2013 Thema Desertation sorgte für eine gewisse überregionale Beachtung.
Seit Jahren hat sich der Verein auch durch sein Engagement für abrissbedrohte Gebäude einen Namen gemacht. Diese Bemühungen mündeten in drei Fällen in konkrete Initiativen zur Sicherung historischer Bausubstanz: Die Bürgerinitiative Rettet den Bärenhof beim Ochsenzoll in Langenhorn (dennoch 2010 abgerissen), die Rettung und Restaurierung des historischen Sturzbalken des ältesten Hauses in Fuhlsbüttel sowie der Erhalt der Wagner-Kate in Klein Borstel. Der Sturzbalken des 1762 erbauten und 2001 abgerissenen ehemaligen Kutscherkruges an der Alsterkrugchaussee 459 zierte von 2004 bis Anfang 2017 den Eingangsbereich des ehemaligen Kundenzentrums Fuhlsbüttel – Bezirksamt Hamburg-Nord – Fachamt Einwohnerwesen an der Hummelsbütteler Landstraße 46 und befindet sich seit 2017 im obersten Stock des Treppenhauses im Bezirksamt Hamburg-Nord – Fachamt Jugend- und Familienhilfe am Fliederweg 9b. Im Sturzbalken ist ein Marienmonogramm eingearbeitet und die Inschrift:

„Hans Daniel Behn – Anno 1762 – den 4. September. Gott erhalte dieses Gebäude, denn die Welt ist ganz und gar nicht treu. Was kann uns denn nur Abgunst nützen, der liebe Gott wird uns doch wohl beschützen.“

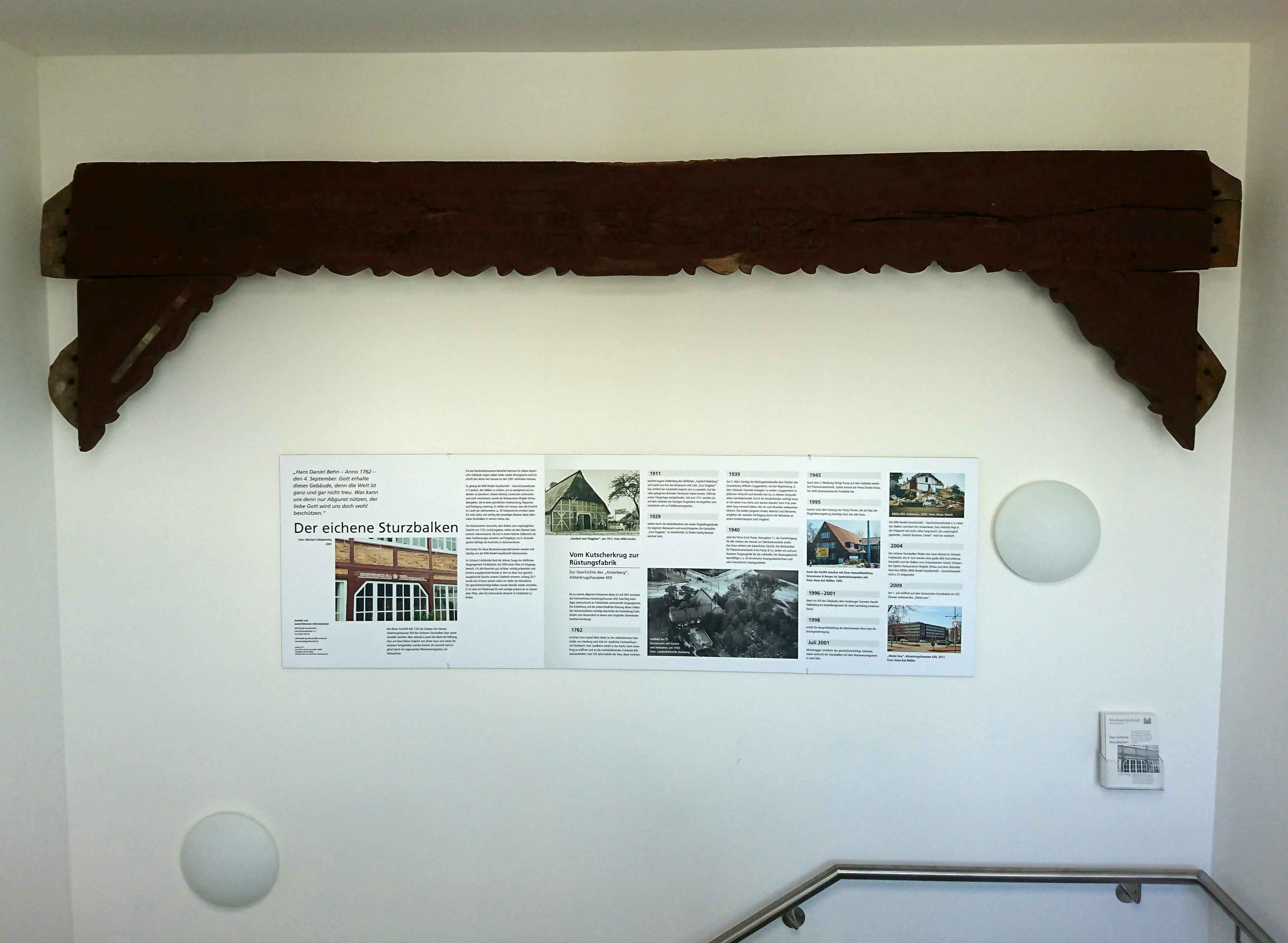
Sturzbalken
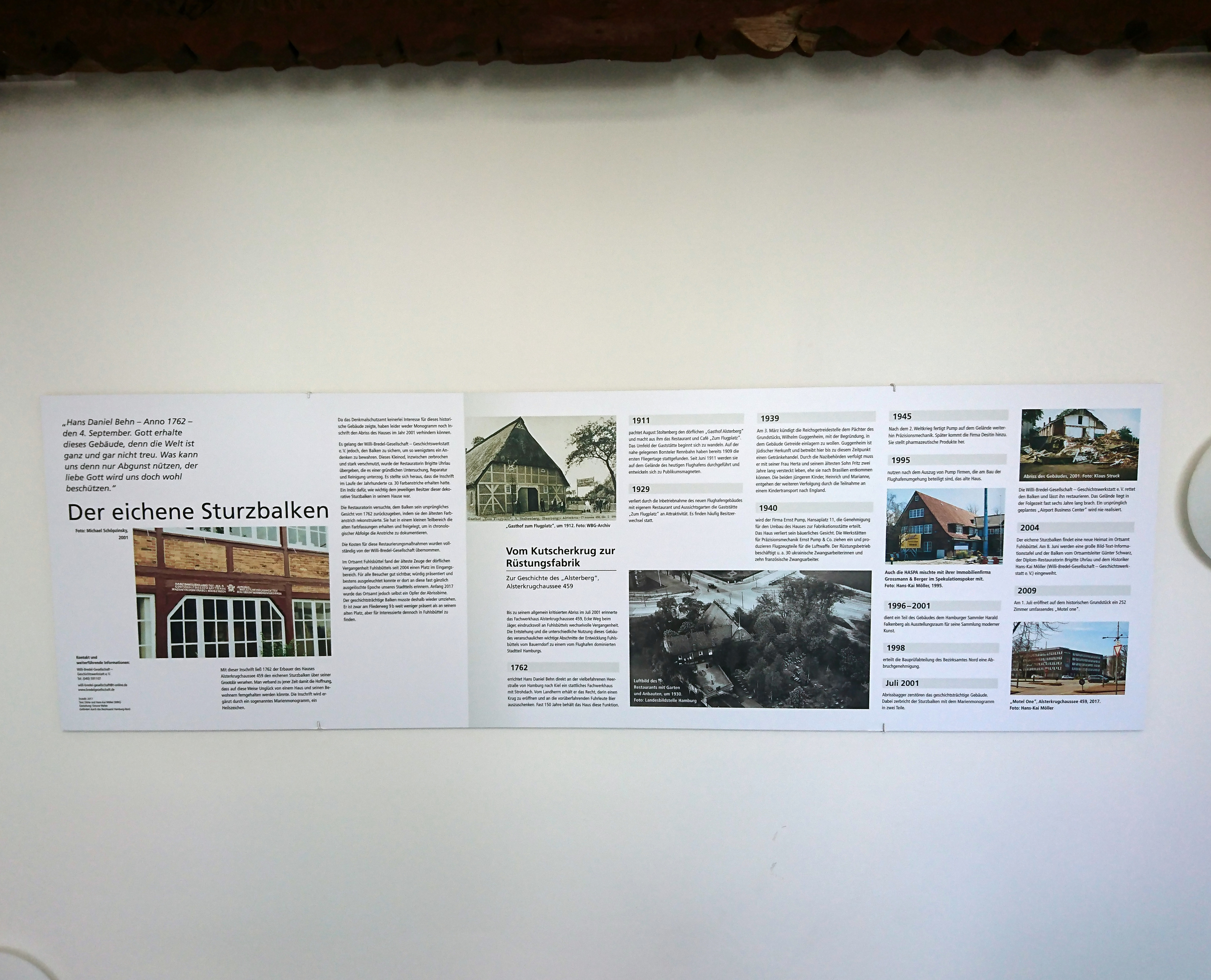
Beschreibung

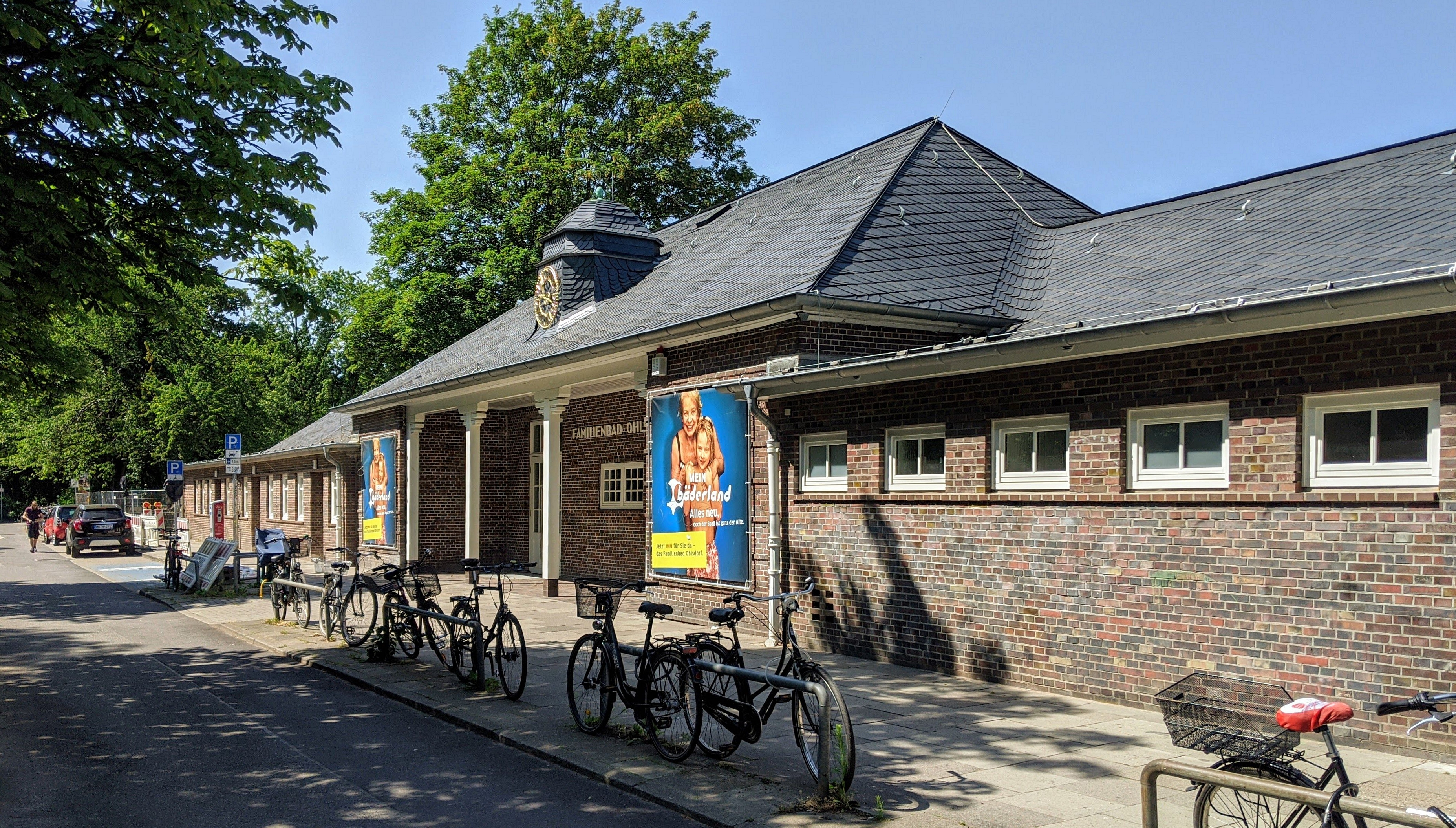
Vereinssitz bis 2017: Eingangsgebäude zum Familienbad Ohlsdorf

Am 1. März 2016 wurde der Willi-Bredel-Gesellschaft von Claus Bredel, Willi Bredels Sohn, ein Ölgemälde des Malers Karl Hennemann aus dem Jahre 1951 geschenkt, das Willi Bredels Wohnhaus in Schwerin in der Weinbergstraße 2 zeigt und im Hintergrund den Schweriner See.
2017 zog die Gesellschaft von ihrem bisherigen Standort im historischen Eingangsgebäude des Freibades in Ohlsdorf Im Grünen Grunde 1 zum neuen Standpunkt am Ratsmühlendamm 24 in Fuhlsbüttel.

## Informationszentrum NS-Zwangsarbeit
Der Verein betreibt zudem das Informationszentrum NS-Zwangsarbeit. Ab dem 1. April 1998 pachtete die Willi-Bredel-Gesellschaft das Gelände eines ehemaligen Zwangsarbeiterlagers in Fuhlsbüttel in der Nähe des Flughafens und bewahrte damit die letzten beiden, weitgehend im Originalzustand erhaltenen Zwangsarbeiterbaracken in Hamburg, die heute in der Liste der Kulturdenkmäler in Hamburg-Fuhlsbüttel aufgeführt sind, vor dem geplanten Abriss. Im Jahr 2003 eröffnete die Willi-Bredel-Gesellschaft nach langjährigen Vorarbeiten und Sanierungsmaßnahmen dort ein kleines Museum zum Thema NS-Zwangsarbeit in Hamburg. Die Dauerausstellung im Informationszentrum NS-Zwangsarbeit wird ständig um neue Tafeln und Objekte erweitert. Außerdem wurden weitere Dauerausstellungen zu den Themen Zwangsarbeit in Hamburg, Geschichte des Lagers und seiner Bewohner, der Betreiberfirma und zur Nachkriegsnutzung gestaltet und eingerichtet, sodass derzeit (2019) fünf Dauerausstellungen gezeigt werden. Es finden regelmäßig Führungen für Besuchergruppen und Einzelpersonen durch Mitglieder der Arbeitsgruppe Zwangsarbeit der WBG statt. Im Jahre 2008 wurden beide Baracken unter Denkmalschutz gestellt. Die noch vollständig erhaltene Baracke ist eine Reichsarbeitsdienstbaracke vom Typ R.L. IV in Holzbauweise, wie sie während des Krieges zu Tausenden in Deutschland gebaut worden sind. Die nur noch teilweise erhaltene Wasch- und Abortbaracke ist von ähnlichem Typ. Derzeit besteht für beide Baracken wieder Sanierungsbedarf (Ende 2019).

## Willi-Bredel-Bibliothek
Die Bibliothek Willi Bredels erfuhr eine wechselvolle Geschichte, die bis in dessen Exiljahre in Moskau zurückreicht. Nach 1987 wurde sie im Schweriner Schloss gelagert. Seit 1992 ist die Willi-Bredel-Gesellschaft im Besitz der Bibliothek. Im Jahre 2009 wurde die Privatbibliothek mit ca. 6.000 Bänden von der Willi-Bredel-Gesellschaft dem Fritz-Hüser-Institut als Dauerleihgabe übergeben.

## Publikationen als Herausgeber
- Herbert Diercks: Friedhof Ohlsdorf – Auf den Spuren von Naziherrschaft und Widerstand, Ergebnisse Verlag, Hamburg 1992, ISBN 3-87916-012-0
- Silke Kaiser, Hans Matthaei: Baden im Alsterwasser – Geschichte der Badeanstalt Ohlsdorf, Hamburg 1992 (zu beziehen über die Willi-Bredel-Gesellschaft)
- Karl-Heinz Zietlow: Unrecht nicht vergessen – Zwangsarbeiter und KZ-Häftlinge in Hamburg-Langenhorn 1933–1945 – In Zusammenarbeit mit der Gedenkstätte Neuengamme und der Willi-Bredel-Gesellschaft, Hamburg 1995 (zu beziehen u. a. über die Willi-Bredel-Gesellschaft)
- Fuhlsbüttel unterm Hakenkreuz, Dölling und Galitz, Hamburg 1996, ISBN 3-930802-21-X
- Rolf Richter: Willi Bredel, Ein deutscher Weg im 20. Jahrhundert, Ingo Koch Verlag, Rostock 1998, ISBN 3-929544-30-X
- Lucie Suhling: Der Unbekannte Widerstand, Amigos Verlag, Kiel 1998, ISBN 3-931903-13-3
- Hans-Kai Möller: Willi Bredel – 1901–1964 – Lebensdaten, Bildzeugnisse, Privatbibliothek (zu beziehen u. a. über die Willi-Bredel-Gesellschaft)
- René Senenko: Willi Bredels Exil in Prag, Willi-Bredel-Gesellschaft, Hamburg 2001, ISBN 3-929703-00-9
- Karl Heinrich Biehl: Zwangsarbeit im Hanseatischen Kettenwerk (Hak) in Langenhorn – Erinnerungsberichte, Firmengeschichte, Hamburg 2005 (zu beziehen über die Willi-Bredel-Gesellschaft)
- Ursula Suhling: Rebellische Literatur – Quelle moralischer Kraft – Hedwig Voegt (1903 bis 1988). Mit einem Beitrag von Dr. Evamaria Nahke. Nachwort Dr. Wolfgang Beutin (Ehemann von Heidi Beutin), Hamburg 2007 (zu beziehen über die Willi-Bredel-Gesellschaft)
- Ursel Hochmuth und Ursula Suhling: Ehrenfeld für Verfolgte der NS-Herrschaft. Eine Begräbnis- und Gedenkstätte der Geschwister-Scholl-Stiftung auf dem Ohlsdorfer Friedhof, VSA-Verlag, Hamburg 2012, ISBN 978-3-89965-526-1
- Ursula Suhling: 999er-Strafsoldaten – deportiert vom Hannoverschen Bahnhof. Hamburger Antifaschisten in Wehrmachts-Uniform, VSA-Verlag, Hamburg 2014, 80 S., ill., ISBN 978-3-89965-613-8
- Seit 1996 jährlich erscheinende Broschüren Rundbriefe (zu beziehen über die Willi-Bredel-Gesellschaft)[15]
- Gedenkbuch für Gräberfeld sowjetischer Kriegsgefangener auf dem Friedhof Ohlsdorf, 2014 (PDF-Datei)
- Ursula Suhling: Wer waren die 999er? Strafsoldaten in Wehrmachtsuniform – deportiert vom Hannoverschen Bahnhof. VSA-Verlag Hamburg 2017, 224 S., ill., ISBN 978-3-89965-789-0
- Uwe Leps: Das vergessene Lager – Zwangsarbeit im Schatten des Flughafens 1943 bis 1945, Hamburg 2018, ISBN 978-3-00-059388-8
- Hans Matthaei (Hrsg.): DenkMal Friedhof Ohlsdorf – 33 Stätten der Erinnerung und Mahnung, VSA-Verlag, Hamburg 2018, ISBN 978-3-89965-833-0
- René Senenko: Krieg dem Kriege. Internationale Postkarten 1918-1939 – Katalogheft zur Ausstellung (16.5. – 19.6.2018 an der HAW); Hamburg 2018. 20 S., ill., ohne ISBN / ISSN
- René Senenko: Unterdrückte Völker, vereinigt Euch! Historische Postkarten gegen Kolonialismus 1918-1939. Katalogheft zur Ausstellung [17.–29. Mai 2019 im AGDAZ Hamburg]. Hamburg 2019, 20 S., ill., ohne ISBN / ISSN
- René Senenko: Flucht aus dem Kettenwerk: Karl-Heinz Barthel und Otto Berger, strafgefangene Soldaten in der Rüstungsproduktion in Hamburg-Langenhorn. Herausgegeben am Tag der Stolpersteinverlegung für Barthel und Berger, 18. Mai 2019. Hamburg 2019, 16 S., ill., ohne ISBN / ISSN
- Michael Holtmann: Wohnungsbau für die Rüstungsindustrie – Siedlungen für das Hanseatische Kettenwerk und die Messap – Langenhorn und seine Bauten, Hamburg 2020, ISBN 978-3-9820559-9-2

Hörbuch
- Willi Bredel: Der Opfergang. Eine zeitgenössische Chronik, Hörbuch als Doppel-CD, gelesen von Rolf Becker, Hörbuch Verlagsgesellschaft Dr. Dahms (Geerd Dahms), Hamburg 2013, ISBN 3-940229-07-5